# Hôpital de la Marine (Québec)
Pour les autres significations, voir Hôpital de la Marine (homonymie).
L'Hôpital de la Marine, en forme longue « Hôpital de la Marine et des Émigrés de Québec », est un ancien hôpital situé à Québec. Il se trouvait à la Pointe-aux-Lièvres, en bordure de la rivière Saint-Charles près de Saint-Roch.
Fondé en 1834, il joue un rôle important dans la lutte aux maladies infectieuses amenées dans la ville en raison de l'importance de l'immigration et de l'activité du port de Québec au XIXe siècle. Plus tard, le bâtiment abritera un orphelinat connu sous le nom d'Hospice Saint-Charles et finalement un hôpital militaire.

## Histoire

### Immigration et épidémies

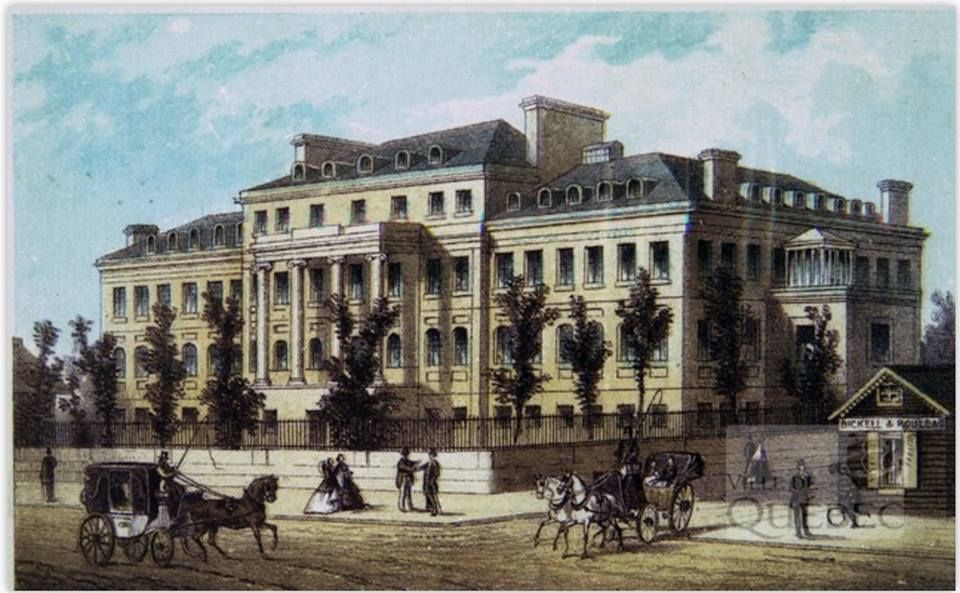
Carte postale vers 1870 illustrant l'Hôpital de la Marine.

La construction de l'hôpital s'inscrit dans le contexte de la deuxième pandémie de choléra. Québec sera le foyer de l'épidémie en 1832. Dès le 27 février 1829, le député et médecin François Blanchet dépose un projet de loi à la Chambre d'assemblée du Bas-Canada afin d'ériger à Québec un hôpital de la Marine. L'hôpital ouvre ses portes le 20 juillet 1834, après l'épidémie de choléra et la fermeture de l'Hôpital des Immigrés de la rue Saint-Jean. Conçue par l’architecte Henry Musgrave Blaiklock (en), la construction est achevée au printemps 1835 et offre une capacité de 350 lits,. Ce projet est parmi les premiers édifices publics monumentaux au Canada dans le style Régency.
La première mission du bâtiment est de recevoir les milliers d'immigrants en provenance des îles Britanniques qui sont malades, entre autres du typhus. Il accueillait une partie des malades interceptés sur Grosse Île, alors lieu de quarantaine. Une aile supplémentaire est construite en 1856. L'année suivante, la Faculté de médecine de l'Université Laval en fait un centre d'enseignement clinique, interne et externe.

### Hospice pour filles

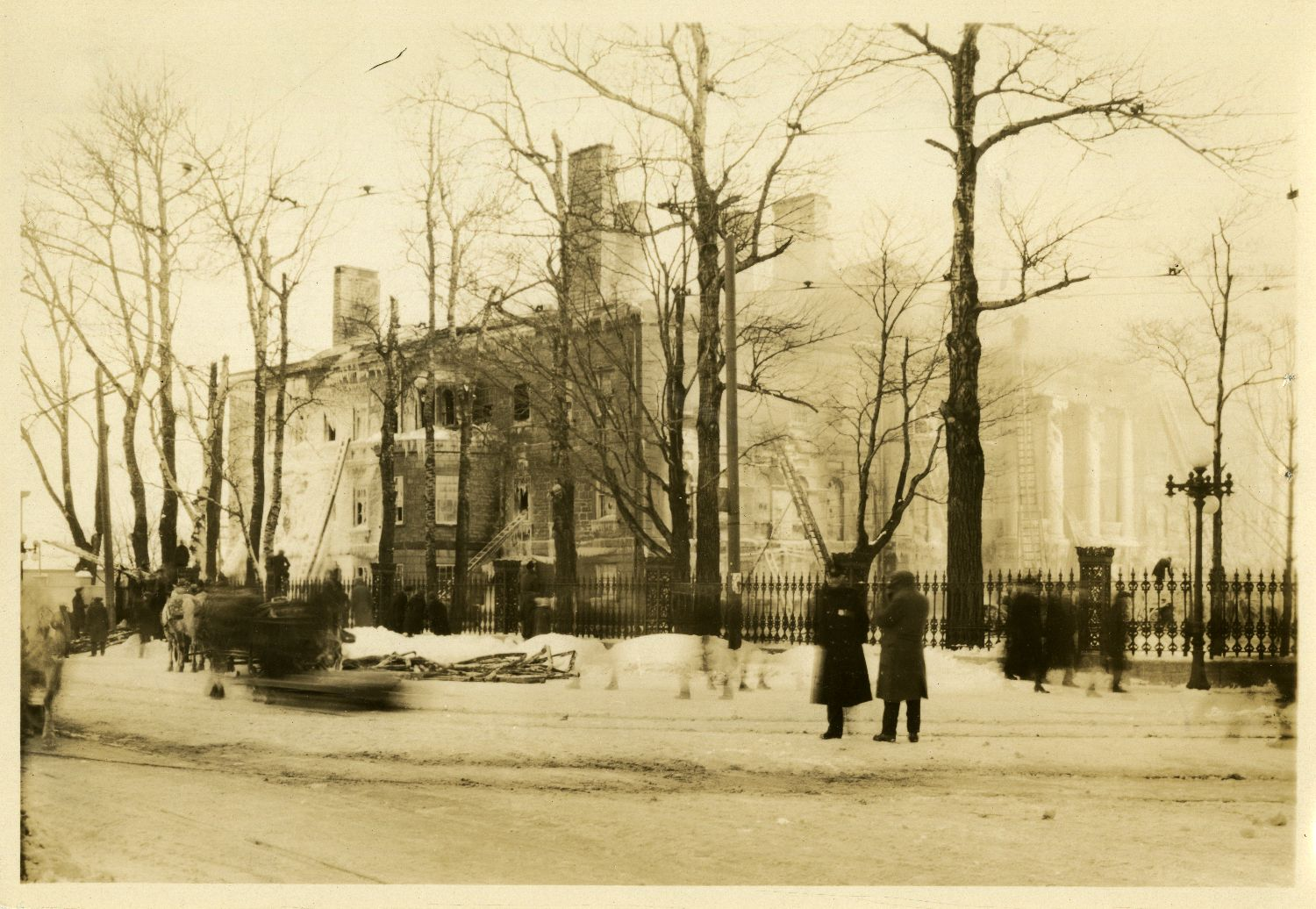
L'Hospice Saint-Charles à la suite d'un incendie en 1927.

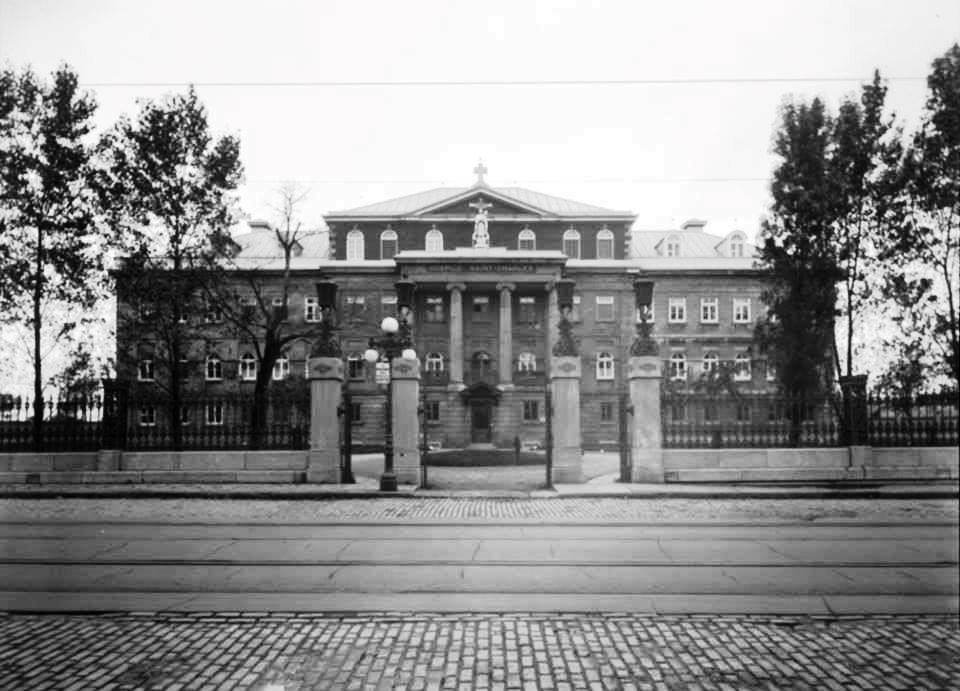
L'Hospice Saint-Charles en 1936.

Vers la fin du siècle, l'activité du port décroit et l'Hôtel-Dieu de Québec redevient le principal hôpital de Québec. En 1890, les Sœurs du Bon-Pasteur acquièrent le bâtiment, qui devient un asile pour filles puis un orphelinat. L'établissement est nommé « Hospice Saint-Charles ».
Le 14 décembre 1927, à 10h30, un incendie dans l'hospice engendre la mort d'une trentaine de personnes, la plupart des fillettes.

### Hospice pour les combattants
Durant la Seconde Guerre mondiale, le gouvernement fédéral en devient propriétaire et fonde l'Hôpital militaire de Québec en 1945. Jusqu'en 1954, il accueille d'anciens combattants.
L'édifice est démoli en 1962. Sa clôture en fonte est récupérée et transportée à Beauport devant le 484, avenue Royale, où elle est toujours visible. 